# Club de Rugby El Salvador
El Club de Rugby El Salvador és un club de rugbi espanyol de la ciutat de Valladolid.

## Història

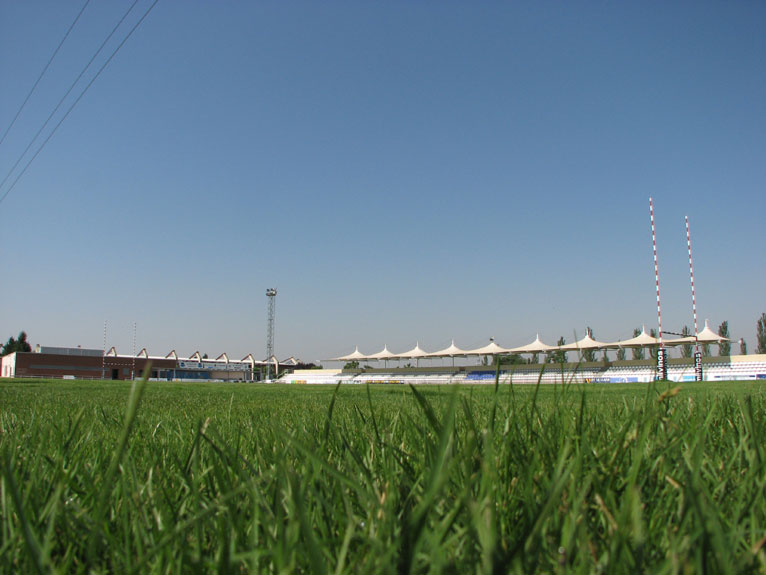
Camps de Rugbi Pepe Rojo

L'equip va ser fundat el 1960 per Jorge Vernés, professor francès del col·legi El Salvador. Els estudiants de la institució es repartien entre aquest esport i l'atletisme. Malgrat uns primers èxits inicials, l'any 1973 sofrí una crisi econòmica que forçà a vendre a la Universitat de Valladolid els drets esportius del club, passant a anomenar-se CD Universitario El Salvador.
L'any 1986 el club ascendeix a la Divisió d'Honor. Ràpidament el club començà a guanyar títols a nivell peninsular, com la lliga o la copa del rei o la copa ibèrica, esdevenint l'entitat de Castella i Lleó amb més èxits.

## Palmarès
- 8 Lliga espanyola: 1991, 1998, 2003, 2004, 2007, 2008, 2010, 2016
- 7 Copa del rei: 1993, 1999, 2005, 2006, 2007, 2011, 2016
- 5 Copa Ibèrica: 1991-92, 1998-99, 2003-04, 2004-05, 2016/17
- 5 Supercopa d'Espanya: 2003, 2004, 2005, 2006 y 2007